# Eduard Brauer (Dichter)
Christian Wilhelm Ludwig Eduard Brauer (* 2. November 1811 in Karlsruhe; † 8. Januar 1871 in Mannheim) war ein badischer Jurist und Dichter.

## Leben
Brauer war der Sohn des Beamten und Politikers Johann Nicolaus Friedrich Brauer und dessen zweiter Frau Louise, geborene Preuscher. Er besuchte das Karlsruher Lyzeum, anschließend studierte er ab 1830 Rechtswissenschaft an der Universität Göttingen. 1831 wechselte er an die Universität Heidelberg, wo Carl Joseph Anton Mittermaier und Anton Friedrich Justus Thibaut zu seinen Professoren zählten. 1834 schloss er sein Studium mit dem juristischen Staatsexamen ab.
Brauer begann seine berufliche Laufbahn zunächst in Karlsruhe, seine erste feste Anstellung erhielt er 1839 beim Oberamt Pforzheim. 1840 heiratete er die aus Köln stammende Rosa Kramer. 1843 wurde er an das Landamt in Karlsruhe versetzt, wo er im Jahr darauf zum Amtmann befördert wurde. 1845 kam er als Hofgerichtsrat nach Mannheim. Im Jahr 1856 wurde er in gleicher Eigenschaft nach Bruchsal versetzt. 1864 wurde er an das Badische Oberhofgericht in Mannheim berufen, wo er bis zu seinem Tod blieb.

## Werk
Brauers erste lyrische Veröffentlichungen waren vier religiöse Gedichte in der Zeitschrift Sonntag-Abend. Blätter für gebildete Christen im Jahr 1834. 1835 gab er seinen ersten eigenen Band Gedichte heraus, vier Jahre später deren Zweite Sammlung. Bekannt wurde er hauptsächlich für seine Balladen, in denen er zahlreiche badische Sagen dichterisch bearbeitet wiedergab. 1845 gab er eine Sammlung solcher Sagenballaden unter dem Titel Sagen und Geschichten der Stadt Baden im Großherzogthum und ihrer näheren und entfernteren Umgebungen in poetischem Gewande heraus. Neben eigenen Dichtungen umfasste der Band Werke von Adolf und August Stöber, August Schnezler, Karl Simrock und weiteren zeitgenössischen Dichtern. Zudem veröffentlichte er zahlreiche Gedichte in Zeitschriften und Musen-Almanachen wie dem Morgenblatt für gebildete Leser, der Deutschen Chronik oder den Elsässischen Neujahrsblättern. Neben Sagenballaden, die er unter dem Titel Badische Sagenbilder in Lied und Reim 1858 in erster und 1867 in zweiter Auflage herausgab, schrieb er politische Lyrik, die seine gemäßigt liberale Gesinnung zum Ausdruck brachte.
Eines der bekanntesten Gedichte Brauers, Die 400 Pforzheimer, wurde seinerzeit in zahlreichen Anthologien abgedruckt, etwa in Karl Simrocks Rheinsagen und August Nodnagels Sieben Bücher deutscher Sagen und Legenden. Es handelt von einer angeblichen Heldentat von 400 Pforzheimer Soldaten in der Schlacht bei Wimpfen im Dreißigjährigen Krieg.
Auf juristischem Gebiet war er ebenfalls schriftstellerisch tätig. Neben zahlreichen Beiträgen zu Fachzeitschriften schrieb er die Werke Das mündliche Verfahren vor dem Unterrichter in bürgerlichen Streitsachen und Die deutschen Schwurgerichtsgesetze in ihren Hauptbestimmungen. Zudem übernahm er 1870 die Redaktion der Annalen der Großherzoglichen Badischen Gerichte.

## Veröffentlichungen
- Gedichte. Chr. Fr. Müller’sche Hofbuchhandlung. Karlsruhe 1835.
- Gedichte. Zweite Sammlung. G. Braun. Karlsruhe 1839.
- Sagen und Geschichten der Stadt Baden im Großherzogthum und ihrer näheren und entfernteren Umgebungen in poetischem Gewande. G. Braun. Karlsruhe 1845.
- Das mündliche Verfahren vor dem Unterrichter in bürgerlichen Streitsachen, nach der neues Gesetzgebung vom Jahr 1851, dargestellt und erläutert zugleich mit Rücksicht auf nicht fachkundige Personen. G. Braun. Karlsruhe 1852.
- Die deutschen Schwurgerichtsgesetze in ihren Hauptbestimmungen: Übersichtlich zusammengestellt mit kurzem Hinweis auf fremdes, insbesondere französisches und englisches, auch schottisches und nordamerikanisches Recht. Ferdinand Enke. Erlangen 1856.
- Badische Sagenbilder in Lied und Reim G. Braun. Karlsruhe 1858.
- Das Verfahren vor dem Amtsrichter in bürgerlichen Streitsachen nach der neuen badischen Gesetzgebung. 2., umgearb. Aufl. der Schrift: Das mündliche Verfahren vor dem Unterrichter u.s.w. Mit Berücks. der Änderungen im Proceßverfahren überhaupt, und mit einer Überschau der neuen Gerichtsverfassung, sowie auch mit Formularien für nicht rechtsgelehrte Personen. G. Braun. Karlsruhe 1864.
- Badische Sagenbilder in Lied und Reim. Zweite vermehrte Auflage. G. Braun. Karlsruhe 1867.